# Třída Aragon
Třída Aragón byla lodní třída nechráněných křižníků španělského námořnictva. Byly určeny ke službě ve španělských koloniích. Celkem byly postaveny tři jednotky této třídy. Ve službě byly v letech 1881–1905. Křižník Castilla byl potopen ve španělsko-americké válce roku 1898.

## Stavba
Celkem byly postaveny tři jednotky této třídy. Objednány byly v lednu 1869. Do jejich stavby se zapojily loděnice Arsenal de Cartagena a Arsenal del Ferrol. Jejich kýly byly založeny roku 1869. Původně se mělo jednat o obrněné lodě vyzbrojené čtyřmi 230mm kanóny Armstrog, umístěnými v silně chráněné citadele. Pohonný systém pro prototypovou jednotku Aragón dodala britská společnost John Penn Company. Roku 1870 bylo rozhodnuto třídu dokončit v podobě nechráněných křižníků. Křižníky byly dokončeny v letech 1880–1882. Už v době dokončení byly považovány za zastaralé.
Jednotky třídy Aragón:
| Jméno    | Loděnice             | Založení kýlu  | Spuštěn           | Vstup do služby | Osud                                                  |
| -------- | -------------------- | -------------- | ----------------- | --------------- | ----------------------------------------------------- |
| Aragón   | Arsenal de Cartagena | 2. května 1869 | 31. července 1879 | 1880            | Vyřazen 1905.                                         |
| Navarra  | Arsenal del Ferrol   | květen 1869    | srpen 1881        | 1882            | Od roku 1899 ve výcviku. Vyřazen 1905.                |
| Castilla | Arsenal de Cartagena | květen 1869    | srpen 1881        | 1882            | Dne 1. května 1898 potopen v bitvě v Manilské zátoce. |

## Konstrukce

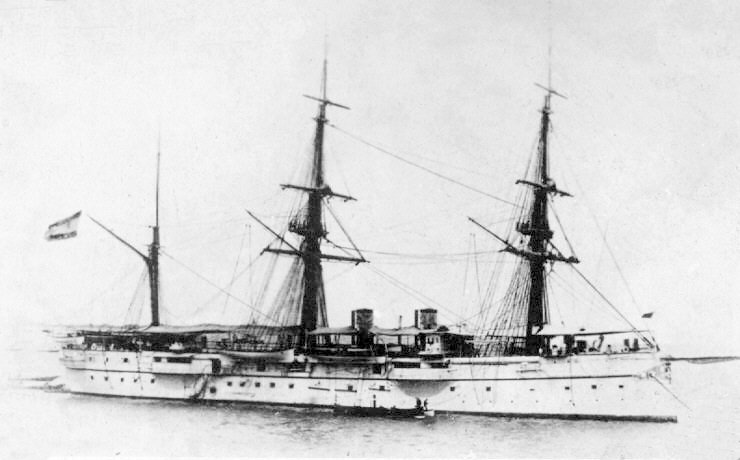
Castilla

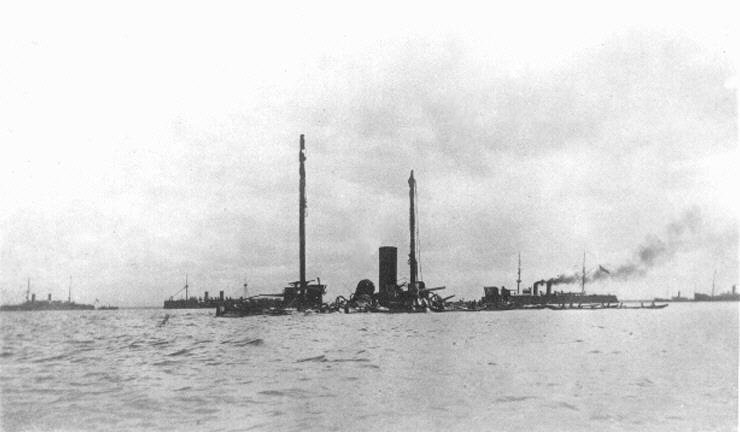
Potopený křižník Castilla

Plavidla měla dřevěný trup, oplachtění barku, dva komíny a příďový kloun. Nechránilo je žádné pancéřování. Výzbroj představovalo osm 203mm/15 kanóny Armstrong RML. Pohonný systém kromě plachet tvořil jeden trojválcový parní stroj o výkonu 4400 hp, roztáčející jeden lodní šroub. Nejvyšší rychlost dosahovala 14 uzlů. Neseno bylo 460 tun uhlí.

### Modifikace
Zastaralá výzbroj byla roku 1885 nahrazena za modernější, přičemž hlavní kanóny byly umístěny na sponzonech na bocích trupu. Aragón byl vyzbrojen silněji, než jeho sesterské křižníky. Dostal šest 160mm/25 kanónů Hontoria M1879, dva 87mm/22 kanóny Krupp M1876, čtyři 75mm/24 kanóny Krupp M1883 a dva 356mm torpédomety. Křižníky Navarra a Castilla nesly čtyři 150mm/32 kanóny Krupp M1880, dva 120mm/27 kanóny Krupp M1883, dva 87mm/22 kanóny Krupp M1876, čtyři 75mm/24 kanóny Krupp M1883 a dva 356mm torpédomety.